# Kanuslalom-Weltmeisterschaften 1961

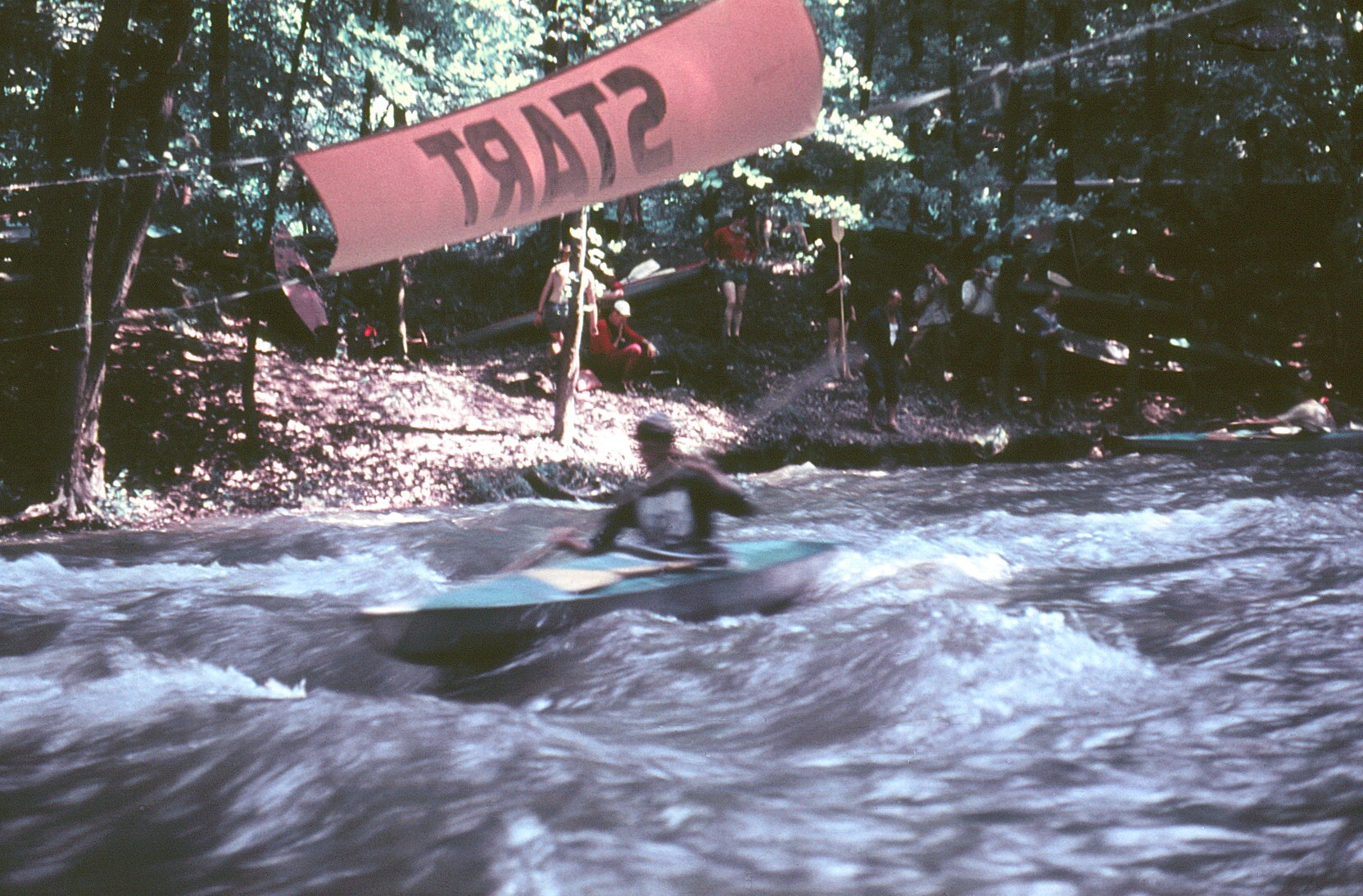
Ein Kanute startet

Die Kanuslalom-Weltmeisterschaften 1961 fanden vom 22. bis zum 26. Juli 1961 statt. Austragungsort war die Rote Weißeritz im Rabenauer Grund bei Hainsberg, einer Gemeinde nahe Dresden in der DDR. Die Kanuslalom-Weltmeisterschaften wurden gemeinsam mit den Wildwasserrennsport-Weltmeisterschaften 1961 durchgeführt. An beiden Wettkämpfen nahmen 13 Nationen teil.

## Ergebnisse

### Einer-Kajak
Männer:
| Platz | Land | Sportler         |
| ----- | ---- | ---------------- |
| 1     | GDR  | Eberhard Gläser  |
| 2     | GDR  | Roland Hahnebach |
| 3     | TCH  | Jiří Černý       |

Frauen:
| Platz | Land | Sportler         |
| ----- | ---- | ---------------- |
| 1     | TCH  | Ludmila Veberová |
| 2     | GDR  | Anneliese Bauer  |
| 3     | GDR  | Ute Strompel     |

### Einer-Kajak-Mannschaft
Männer:
| Platz | Land | Sportler                                         |
| ----- | ---- | ------------------------------------------------ |
| 1     | GDR  | Eberhard Gläser Roland Hahnebach Horst Wängler   |
| 2     | TCH  | Jaroslav Vyhlid Jiří Černý Zdenek Kostal         |
| 3     | POL  | Eugeniusz Kaplaniak Jan Niemiec Władysław Piecyk |

Bei den Frauen wurde kein Mannschaftsrennen im Einer-Kajak durchgeführt.

### Einer-Canadier
Männer:
| Platz | Land | Sportler           |
| ----- | ---- | ------------------ |
| 1     | GDR  | Manfred Schubert   |
| 2     | TCH  | Bohuslav Pospichil |
| 3     | GDR  | Ingo Kirsch        |

### Einer-Canadier-Mannschaft
Männer:
| Platz | Land | Sportler                                          |
| ----- | ---- | ------------------------------------------------- |
| 1     | TCH  | Tibor Sykora Jaroslav Pollert Bohuslav Pospichal  |
| 2     | GDR  | Karl-Heinz Wozniak Gert Kleinert Manfred Schubert |
| 3     | SUI  | Michel Weber Jean-Claude Tochon Marcel Roth       |

### Zweier-Canadier
Männer:
| Platz | Land | Sportler                        |
| ----- | ---- | ------------------------------- |
| 1     | GDR  | Manfred Merkel/Günther Merkel   |
| 2     | TCH  | Miroslav Stach/Zdenek Valenta   |
| 3     | GDR  | Dieter Friedrich/Horst Kleinert |

Mixed:
| Platz | Land | Sportler                        |
| ----- | ---- | ------------------------------- |
| 1     | TCH  | Vratislava Novakova/Karel Novak |
| 2     | GDR  | Edith Nickel/Willi Landers      |
| 3     | TCH  | Jarmila Pacherová/Vaclac Nic    |

### Zweier-Canadier-Mannschaft
Männer:
| Platz | Land | Sportler                                                                          |
| ----- | ---- | --------------------------------------------------------------------------------- |
| 1     | GDR  | Manfred Merkel/Günther Merkel Rosenhagen/Bergmann Dieter Friedrich/Horst Kleinert |
| 2     | TCH  | Baumruk/Polak Josef Hendrych/Vladimír Lánský Miroslav Stach/Zdenek Valenta        |
| 3     | SUI  | Charles Dussuet/J.P. Roessinger Meichtry/Suchet Pessina/Zürcher                   |

## Medaillenspiegel
| Platz  | Land                            | Gold | Silber | Bronze | Gesamt |
| ------ | ------------------------------- | ---- | ------ | ------ | ------ |
| 1      | Deutsche Demokratische Republik | 5    | 4      | 3      | 12     |
| 2      | Tschechoslowakei                | 3    | 4      | 2      | 9      |
| 3      | Schweiz                         | -    | -      | 2      | 2      |
| 4      | Polen                           | -    | -      | 1      | 1      |
| Gesamt | Gesamt                          | 8    | 8      | 8      | 24     |